# Axel Wikström
Axel Wikström (n. 29 septembrie 1907, Skellefteå parish⁠(d), Comitatul Västerbotten, Suedia – d. 16 iunie 1976, Skellefteå parish⁠(d), Comitatul Västerbotten, Suedia) a fost un schior de fond ce a reprezentat Suedia, medaliat olimpic. A participat la 2 ediții ale Jocurilor Olimpice (1932, 1936) în care a câștigat două medalii de argint.